# Дмитренко, Григорий Николаевич
Григо́рий Никола́евич Дмитре́нко (укр. Григорій Миколайович Дмитренко; род. 1 июля 1945[…], Слобода-Вязовка, Житомирская область) — советский гребец, бронзовый призёр Олимпийских игр. Мастер спорта СССР международного класса и заслуженный мастер спорта Украины.

## Карьера
На Олимпиаде в Москве был рулевым в составе восьмёрки и вместе со своим экипажем выиграл бронзовую медаль.
В 1996 году вновь принял участие в Олимпиаде. Представлял Украину и в составе восьмёрки занял 4-е, последнее, место в финале Б. На момент выступления Дмитренко исполнился 51 год и 22 дня и таким образом он стал самым возрастным участником Игр от Украины.
Тринадцатикратный чемпион СССР, победитель чемпионатов Европы и призёр чемпионатов мира.